# Цешинский, Антоний
Антоний Цешинский (31 мая 1882, Олесница, Польша — 4 июля 1941, Львов) — польский врач-стоматолог, профессор.

## Биография
Антоний Цешинский родился в городе Олесница (ныне — Нижнесилезское воеводство Польши). Учился в классических гимназиях Познани и Быдгоща. Обучался медицинскому делу в Берлине и Мюнхене. С 1913 года работал адъюнкт-профессором — директором стоматологической клиники при медицинском факультете Львовского университете. Благодаря активной деятельности Цешинского клиника была преобразована в стоматологический институт, на то время бывший первым в странах Восточной Европы. В годы вхождения Львова в состав Польши Цешинский преподавал в Львовском медицинском институте, заведовал в нём кафедрой стоматологии. В 1927—1928 годах был деканом медицинского факультета. Кроме того, избирался председателем Польского Национального комитета Международного союза стоматологической помощи, почётным председателем Союза славянских стоматологов, почётным членом Стоматологических обществ в Вашингтоне, Буэнос-Айресе, Праге и Вене. В начальный период Первой мировой войны Цешинский стал организатором в своём институте представительства Красного Креста. Перед занятием Львова русской армией Цешинский уехал в Тарнув, позднее переехал в Вену, где основал поликлинику для лечения челюстно-лицевых травм у беженцев из Польши. Участвовал в обороне Львова от Украинской Галицкой Армии в ноябре 1918 года.
Избирался председателем Польского Национального комитета Международного союза стоматологов, почётным председателем Союза славянских стоматологов, почётным членом Стоматологических обществ в Вашингтоне, Буэнос-Айресе, Праге и Вене.
Цешинский внёс большой вклад в развитие стоматологии. Им было разработано правило изометрии в радиологии, определены методы ренгтеновских снимков ротовой полости и инъекций во все ветви тройничного нерва, начато применение лучевой терапии в стоматологии. Кроме того, ему принадлежит первенство во внедрении ряда технических усовершенствований. Редактировал профессиональные печатные издания: «Стоматологические журнал», «Польский стоматолог» и «Славянская стоматология». В 1936 году заслуги Цешинского в области стоматологии были отмечены золотой медалью имени Миллера, которая была ему вручена на Международной конференции стоматологов в Брюсселе.
В общей сложности Цешинский опубликовал 375 научных работ во всех областях стоматологической науки. Материалы за его авторством публиковались в 70 научных журналах на 7 языках мира. Он является составителем первого в мире Атласа стоматологической радиологии, а в 1926 году — руководства по стоматологической радиологи.
В годы, предшествующие Второй мировой войне, Цешинский активно помогал беженцам от нацистов, протестовал против участия Польши в разделе Чехословакии. После польского похода Красной Армии, когда Львов был включён в состав Украинской ССР, он продолжал работу в Львовском государственном медицинском институте, активно занимался научной деятельностью. В 1940 году приглашался в Москву на научные заседания.
В ночь с 3 на 4 июля 1941 года Цешинский был арестован оккупантами и вскоре расстрелян в числе группы представителей польской интеллигенции.
Был награждён Крестом Обороны Львова (1918) и Медалью Независимости (1933).